# 筑邦町
筑邦町（ちくほうまち）は、福岡県の南部にあった町で、三潴郡に属していた。
1967年2月1日、久留米市へ編入され、自治体としては消滅した。

## 地理
現在の久留米市の西部を町域としていた。久留米市に隣接し、久留米市中心部から南西に約6kmの位置にあった。町域の北西部から西端部にかけて筑後川が流れ、筑後川により佐賀県と県境を成している。町域全体が筑後平野の一角を占めており、地形は平坦である。

## 歴史
町村合併促進法による市町村合併（昭和の大合併）が進められていた1955年1月1日、三潴郡荒木町と安武村が新設合併して筑邦町が発足し、翌1956年9月30日に大善寺町を編入した。
1967年2月1日、久留米市に編入され消滅。現在、旧荒木町域は「荒木町××」、旧安武村域は「安武町××」、旧大善寺町域は「大善寺町××」として町名を残している。

## 地域

### 教育

#### 中学校
- 筑邦町立荒木中学校
- 筑邦町立筑邦西中学校 - 安武中学校と大善寺中学校を統合し発足

#### 小学校
- 筑邦町立荒木小学校
- 筑邦町立安武小学校
- 筑邦町立大善寺小学校

## 交通

### 鉄道
- 日本国有鉄道
  - 鹿児島本線
    - 荒木駅
- 西日本鉄道
  - 大牟田線
    - 安武駅 - 大善寺駅

### 道路

#### 県道
主要地方道
- 福岡県道23号久留米柳川線
- 福岡県道47号久留米城島大川線
- 福岡県道89号瀬高久留米線（※現在、閉町当時は福岡県道712号瀬高西牟田久留米線）

## 出身者
- 松田聖子
- 藤吉久美子